# Rhiannon Giddens
Rhiannon Giddens (Greensboro (North Carolina), 21 februari 1977) is een Amerikaanse zangeres, banjospeler, violist, songwriter en componist. 
Haar muziekstijl is een mengeling van folk, country, blues, jazz en gospel. Zij doet veel onderzoek naar Afro-Amerikaanse invloeden op de ontwikkeling van folk en country, en verwerkt dit in haar muziek.
Van 2005 tot 2014 was ze lid van het trio The Carolina Chocolate Drops; sinds 2015 is ze soloartiest. 
Ze is sinds 2020 artistiek leider van Silkroad, een platform voor wereldwijde samenwerking tussen artiesten. Haar muziek is meerdere keren bekroond. Zij kreeg in 2017 een MacArthur Genius Award en in 2023 de Pulitzerprijs voor muziek voor de opera Omar.

## Jeugd en opleiding
Rhiannon Giddens werd geboren en groeide op in de Amerikaanse staat North Carolina. Zij is de dochter van een witte vader en een Afro-Amerikaanse moeder. Via haar moeder stamt ze ook af van de native-american volkeren de Lumbee, de Occaneechi, en de Seminole. Zij studeerde opera aan het Oberlin conservatorium waar ze in 2000 afstudeerde.

## Muziek
Na haar studie keerde Giddens terug naar North Carolina, waar de toen tachtigjarige zwarte folk vioolspeler Joe Thompson haar mentor werd. Zij verdiepte zich in traditionele Amerikaanse muziek, en met name in de muziek uit de grotendeels vergeten traditie van zwarte snaarorkesten. Zelf speelt ze fiddle en vijfsnarige banjo. Op haar latere werk speelt ze ook vaak altviool.
Met Justin Robinson en Don Flemons, ook leerlingen van Thompson, richtte Giddens in 2005 het old-time snaartrio The Carolina Chocolate Drops op. Zij waren de eerste zwarte snaarband die optrad in Grand Ole Opry. Hun album Genuine Negro Jig won in 2011 een Grammy. In 2014 hielden The Carolina Chocolate Drops op te bestaan.

## Solocarrière
Giddens bracht in 2015 haar eerste soloalbum uit, met de titel Tomorrow Is My Turn. Het album is een mix van country, blues, jazz en gospel en bevat nummers van Afro-Amerikaanse artiesten als Florence Quivar en Nina Simone. Het werd zeer goed ontvangen. 
Voor haar tweede album, Freedom Highway (2017), schreef Giddens de meeste nummers zelf. De nummers gaan onder andere over slavernij, de burgerrechtenbeweging en politiegeweld tegen Afro-Amerikanen.  Giddens kreeg in 2017 een MacArthur genius award. Zij speelde in 2016 en 2017 een rol in de tv-serie Nashville, waardoor ze bij een breder publiek bekend werd.
In 2019 verscheen haar derde soloalbum There is no other. Op dit album werkt ze samen met de Italiaanse muzikant Francesco Turrisi, die ook haar levenspartner is. In 2021 verscheen een tweede album waarop Giddens samenwerkt met Turrisi: They’re Calling Me Home, met traditionele nummers en liedjes geschreven door Giddens en Turrisi. 
Giddens zang wordt op dit album begeleid door banjo, altviool, accordeon en cello. Dit album kreeg in 2022 de Grammy voor beste folkalbum.
In 2023 verscheen het album 'You're the one'. Dit was haar eerste album met alleen maar nieuw, origineel materiaal. Zij werkte voor het album opnieuw samen met Turrisi, en met 'fiddler' Dirk Powell, bassist Jason Sypher, de Congolese gitarist Niwel Tsumbu en zanger Jason Isbell. Het album werd positief ontvangen en genomineerd voor twee Grammies.

## Overige projecten
In 2019 nam Giddens met drie andere vrouwelijke muzikanten van kleur (Amythyst Kiah, Leyla McCalla en Allison Russell) het album Songs of Our Native Daughters op, met als thema slavernijgeschiedenis.  
Ze is sinds 2020 artistiek leider van Silkroad, een platform voor wereldwijde samenwerking tussen artiesten, vooral musici. Zij volgde in die rol de cellist Yo-Yo Ma op, de oprichter van Silkroad. In 2023 bracht ze met het Silkroad Ensemble de EP Phoenix Rising uit met drie nummers uit de Japanse, Bengaalse en Amerikaanse muziektraditie, en een bewerking van het nummer Biko van Peter Gabriel.
Giddens schrijft ook muziek voor theater- en balletvoorstellingen. In opdracht van het Spoleto Festival USA schreef zij een opera over het leven van Omar Ibn Said (1770-1864), een West-Afrikaanse moslim geleerde, die als slaafgemaakte naar Amerika werd verscheept en daar in slavernij stierf. Giddens schreef het libretto en werkte voor de muziek samen met de componist Michael Abels. De opera met de titel Omar ging in 2022 tijdens het Spoleto Festival in première. Giddens en Abels kregen voor Omar in 2023 de Pulitzerprijs voor muziek.

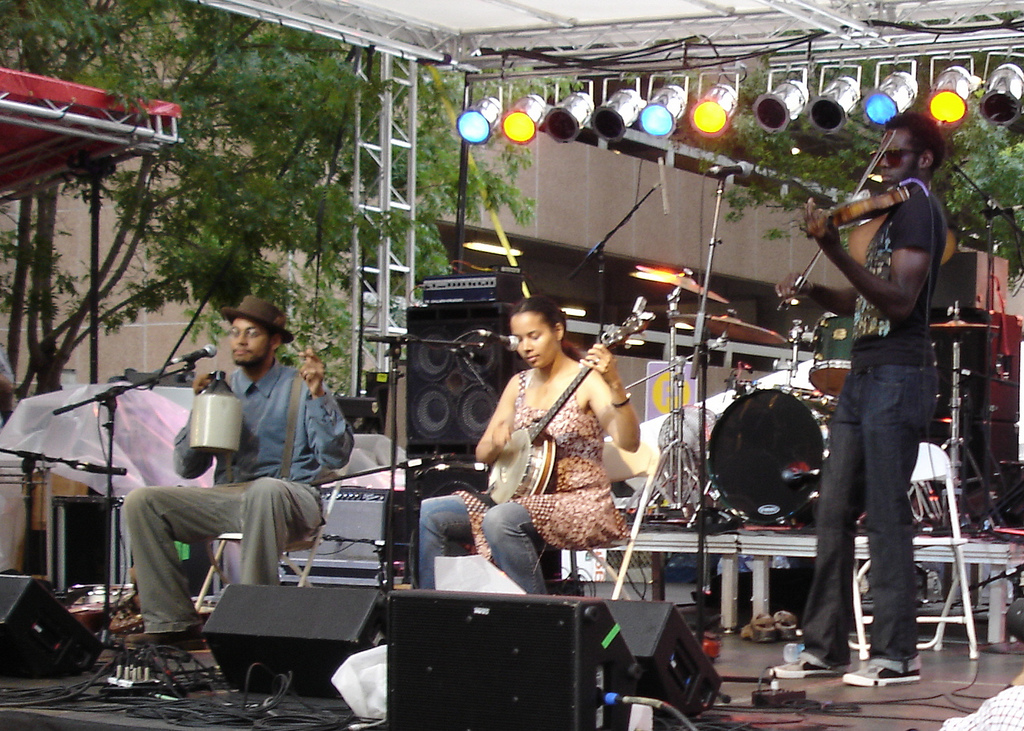
Rhiannon Giddens met The Carolina Chocolate Drops, 2008
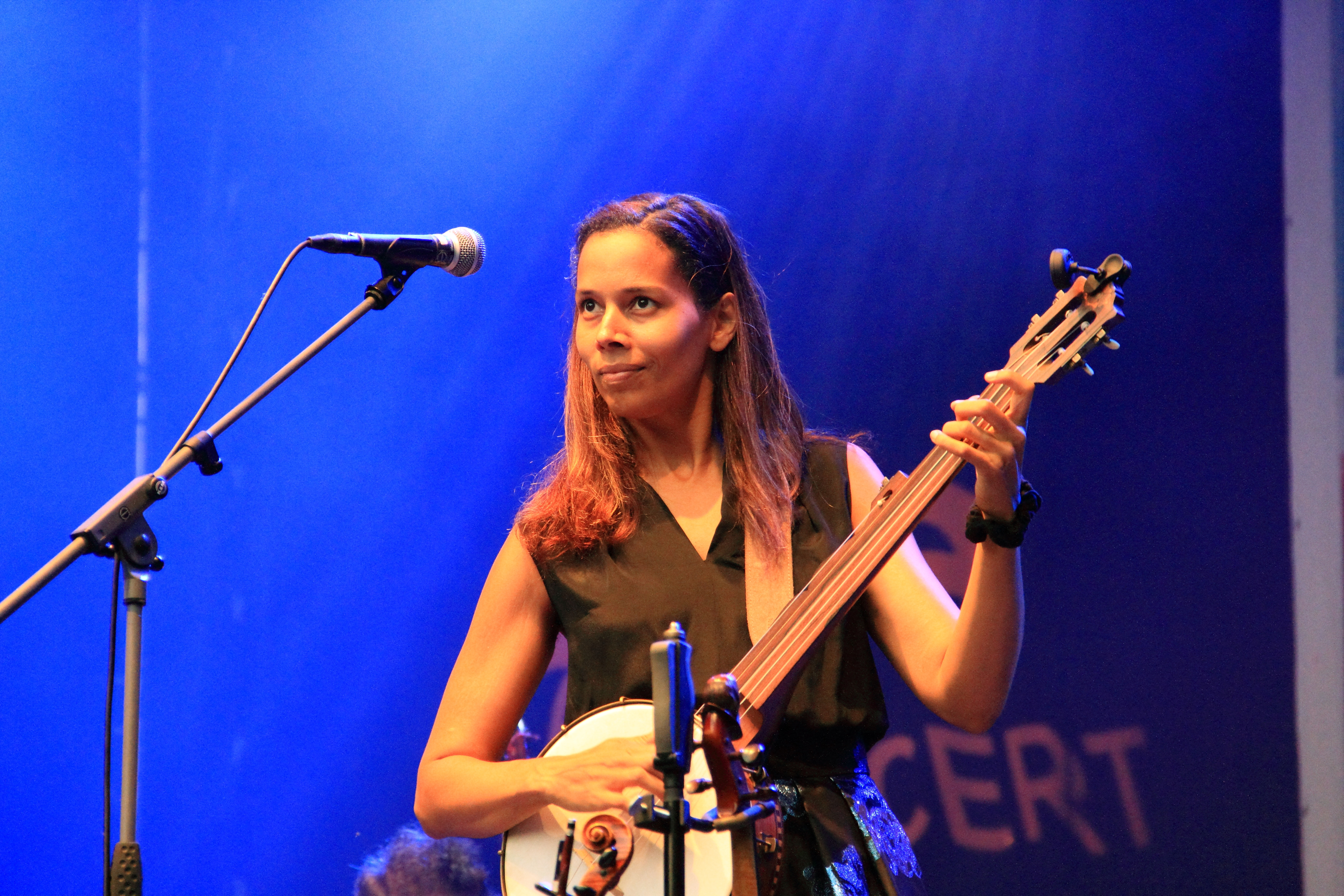
Rhiannon Giddens, 2017

## Prijzen en onderscheidingen
2011	
- Grammy Awards - Best Traditional Folk Album - Genuine Negro Jig (The Carolina Chocolate Drops)

2016 
- International Folk Music Awards - Album of the Year - Tomorrow Is My Turn
- BBC Radio 2 Folk Awards - Folk Singer of the Year - Rhiannon Giddens
- Steve Martin Prize for Excellence in Banjo and Bluegrass - Rhiannon Giddens

2017
- Living Blues Awards - Critics Poll Blues Artist of the Year (Female) - Rhiannon Giddens
- MacArthur Fellowship - Rhiannon Giddens

2018
- International Folk Music Awards - Album of the Year - Freedom Highway
- Songlines Music Awards - Americas - Freedom Highway
- Living Blues Awards - New Recordings (Traditional & Acoustic) - Freedom Highway

2019
- Americana Music Honors & Awards - Legacy of Americana - Rhiannon Giddens

2020
- Living Blues Awards - Poll Most Outstanding Musician (Other/Banjo) - Rhiannon Giddens
- Living Blues Awards - Producer of the Year: New Recording - Rhiannon Giddens & Dirk Powell (Songs of Our Native Daughters)

2022
- Grammy Award voor They're Calling Me Home in de categorie Best Folk Album.

2023
- Pulitzerprijs voor muziek voor Omar, met Michael Abels

## Discografie

### Met The Carolina Chocolate Drops
- Dona Got a Ramblin' Mind (2006)
- The Great Debaters Soundtrack (2007)
- Heritage (2008)
- Carolina Chocolate Drops & Joe Thompson (2009)
- Genuine Negro Jig (2010)
- Carolina Chocolate Drops/Luminescent Orchestrii (EP) (2011)
- Leaving Eden, (2012)

### Met Justin Robinson
- What Did the Blackbird Say to the Crow (2025)

### Solowerk als Rhiannon Giddens
- We Rise (EP) (2014)
- Tomorrow Is My Turn (2015)
- Factory Girl (EP) (2015)
- Live at Jazzfest 2016 (2016)
- Freedom Highway (2017)
- Live at Jazzfest 2017 (2017)
- There Is No Other (2019)
- Cruel World (single) (2019)
- Just the Two of Us (single) (2020)
- Don't Call Me Names (single) (2020)
- They're Calling Me Home (2021)
- You´re the One (2023)